# 美幌高野インターチェンジ
美幌高野インターチェンジ（びほろたかのインターチェンジ）は、北海道網走郡美幌町にある美幌バイパスおよび端野高野道路のインターチェンジ (IC) である。
美幌市街の混雑緩和や女満別空港から周辺へのアクセス向上を目的に設置されている。
当初はICとしての名称は付けられていなかったが、端野高野道路の事業化時に、「（仮称）美幌高野IC」とされた。
2020年現在、端野高野道路は事業中である。

## 歴史
- 2000年（平成12年）11月3日 : 美幌高野交差点（現・美幌高野IC） - 美幌IC間が開通。
- 2005年（平成17年）7月3日 : 美幌IC - 女満別空港IC間が供用開始となり、美幌バイパスが全線開通[4]。

## 接続する道路
- 直接接続
  - 国道39号

## 隣
E61 美幌バイパス
美幌高野交差点 - 美幌IC
E61 端野高野道路
北見緋牛内IC（事業中） - 美幌高野IC